# Shawn Daivari
Shawn Daivari (Minneapolis (Minnesota), 30 april 1984) is een Iraans-Amerikaans professioneel worstelaar die vooral bekend is van zijn tijd bij World Wrestling Entertainment en Total Nonstop Action Wrestling als Sheik Abdul Bashir.

## Carrière

#### World Wrestling Entertainment (2005-2007)
In 2005 tekende hij een contract bij World Wrestling Entertainment. Hij was daar vooral bekend als manager van Muhammed Hassan en The Great Khali. Hij werd ontslagen van zijn contract op 16 oktober 2007.

#### Andere promoties (2007-2008)
Daivari worstelde na zijn ontslag voor vele promoties, zoals Professional Championship Wrestling, AMW en Irish Whip Wrestling, tot zijn debuut in Total Nonstop Action Wrestling.

#### Total Nonstop Action Wrestling (2008-2009)
Daivari maakte zijn debuut voor TNA op 12 juni 2008 als Sheik Abdul Bashir. In TNA won hij één keer de TNA X Division Championship.
In 2009 vroeg hij om zijn ontslag en die kreeg hij, alleen moest hij nog een wedstrijd worstelen, als hij die verloor, werd hij ontslagen.

#### Ring of Honor (2010)
Na zijn ontslag ging hij aan de slag bij Ring of Honor. Op 11 september 2010 op Glory by Honor IX, was Daivari niet succesvol om de ROH World Television Championship te bemachtigen.

## In het worstelen
- Afwerking bewegingen
  - Als Daivari
    - Camel clutch
    - Hammerlock DDT
    - Magic Carpet Ride (Diving splash while holding a carpet underneath himself)
    - Scimitar Slice (Diving leg drop)

  - Als Sheik Abdul Bashir
    - WMD – Weapon of Mass Destruction
    - WMD Driver (Cradle back to belly piledriver)

- Kenmerkende bewegingen
  - Atomic drop
  - Death Valley driver
  - Diving neckbreaker
  - Low blow
  - Missile dropkick

- Worstelaars waarvan Daivari de manager is
  - Muhammad Hassan
  - Kurt Angle
  - Mark Henry
  - The Great Khali

- Bijnaam
  - "The Middle Eastern Nightmare" (TNA)

## Erelijst
- American Made Wrestling Entertainment
  - AMWE Light Heavyweight Championship (1 keer)

- Mad Asylum Pro Wrestling
  - MAPW Heavyweight Championship (1 keer)

- Midwest Independent Association of Wrestling
  - MIAW Lightweight Championship (1 keer)

- NEO-PRO Wrestling
  - NEO-PRO Cruiserweight Championship (1 keer)

- Total Nonstop Action Wrestling
  - TNA X Division Championship (1 keer)